# Llorona
La Llorona è uno spettro del folclore dell'America Latina.

## Caratteristiche
Il nome dello spettro viene dal verbo llorar, "piangere" ma anche "essere in lutto"; può essere quindi tradotto come "la donna che piange" o "la donna in lutto", con l'accrescitivo -ona che ha in questo caso funzione distintiva. Secondo la tradizione più diffusa, si presenta come l'anima in pena di una donna che ha ucciso o perso il figlio, e che è alla vana ricerca di esso; le sue agghiaccianti urla spaventano coloro che la vedono o la sentono, talvolta fino alla morte. La sua rappresentazione grafica, così come la leggenda che la accompagna, ha molte varianti nei vari paesi in cui è diffusa: generalmente è raffigurata come una donna scheletrica che indossa un lacero abito nero o bianco, con occhi ingigantiti e insanguinati per il gran piangere. In Messico non è raro vederla rappresentata con indosso uno huipil.

## Origine

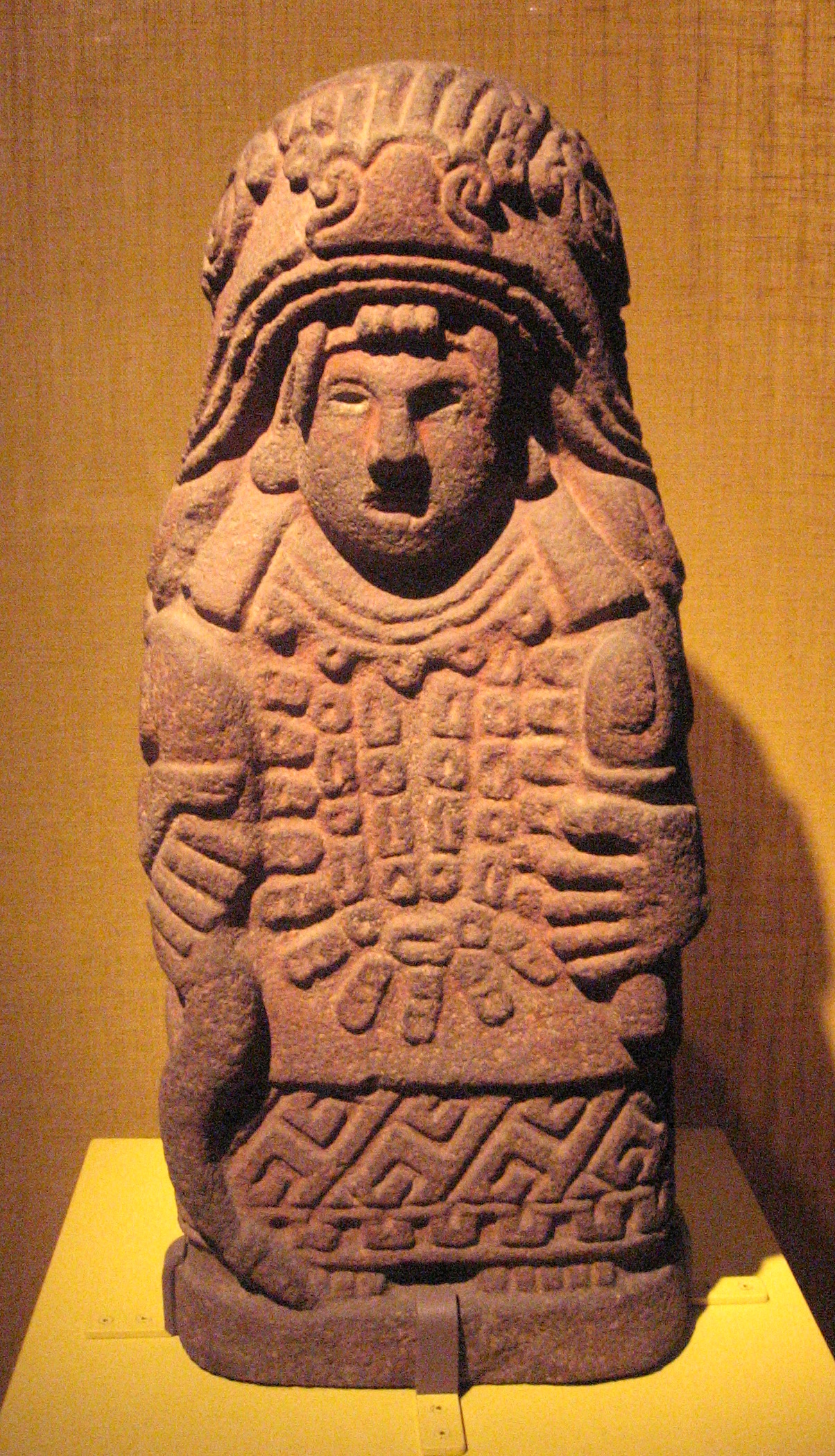
La dea messicana Cihuacoatl

La presenza di esseri spettrali che piangono nei fiumi, per vari motivi, è una caratteristica ricorrente della mitologia aborigena dei popoli preispanici. Così, si possono trovare caratteristiche di questi spettri in diverse delle culture precolombiane che alla fine, con l'arrivo dei conquistatori spagnoli, hanno assunto lineamenti comuni grazie alla espansione del dominio ispanico sul continente. La leggenda è una storia che ha riferimenti mitici nell'universo preispanico, ma stabilisce la sua drammaticità nell'immaginario e angosciante ordine coloniale.
La creazione e l'influenza del mito della Llorona tra i popoli ispanici ha anche elementi di altre mitologie proprie di culture aborigene precolombiane diverse dalle civiltà mesoamericane.
In Messico, diversi ricercatori stimano che la Llorona, come altri personaggi della mitologia e leggende messicane, abbia la sua origine in alcuni esseri o divinità preispaniche come Auicanime tra i p'urhépecha, Xonaxi Queculla tra gli zapotechi, Cihuacoatl tra i nahua e Xtabay tra i lacandón. Sempre identificata con l'aldilà, la fame, la morte, il peccato e la lussuria.
Nel caso di Xtabay (o Xtabal), questa dea lacandona è identificata come uno spirito maligno nella forma di una bella donna, la cui parte posteriore è a forma di albero cavo. Inducendo gli uomini a intrattenerla, li fa impazzire e li uccide. La dea zapoteca Xonaxi Queculla, è una divinità della morte, dell'aldilà e della lussuria che compare, in alcune rappresentazioni, con le braccia scarne. Attraente a prima vista, appare agli uomini, li fa innamorare e li seduce per poi trasformarli in scheletri, prendendo lo spirito delle vittime per portarlo agli inferi. Auicanime era considerata, tra i p'urhépecha come la dea della fame (il suo nome può essere tradotto come assetato o necessità). Era anche la dea delle donne morte al loro primo parto, che, secondo la credenza, erano diventate guerriere, cosa che le rendeva delle divinità e, pertanto, oggetto di culto e di offerte.

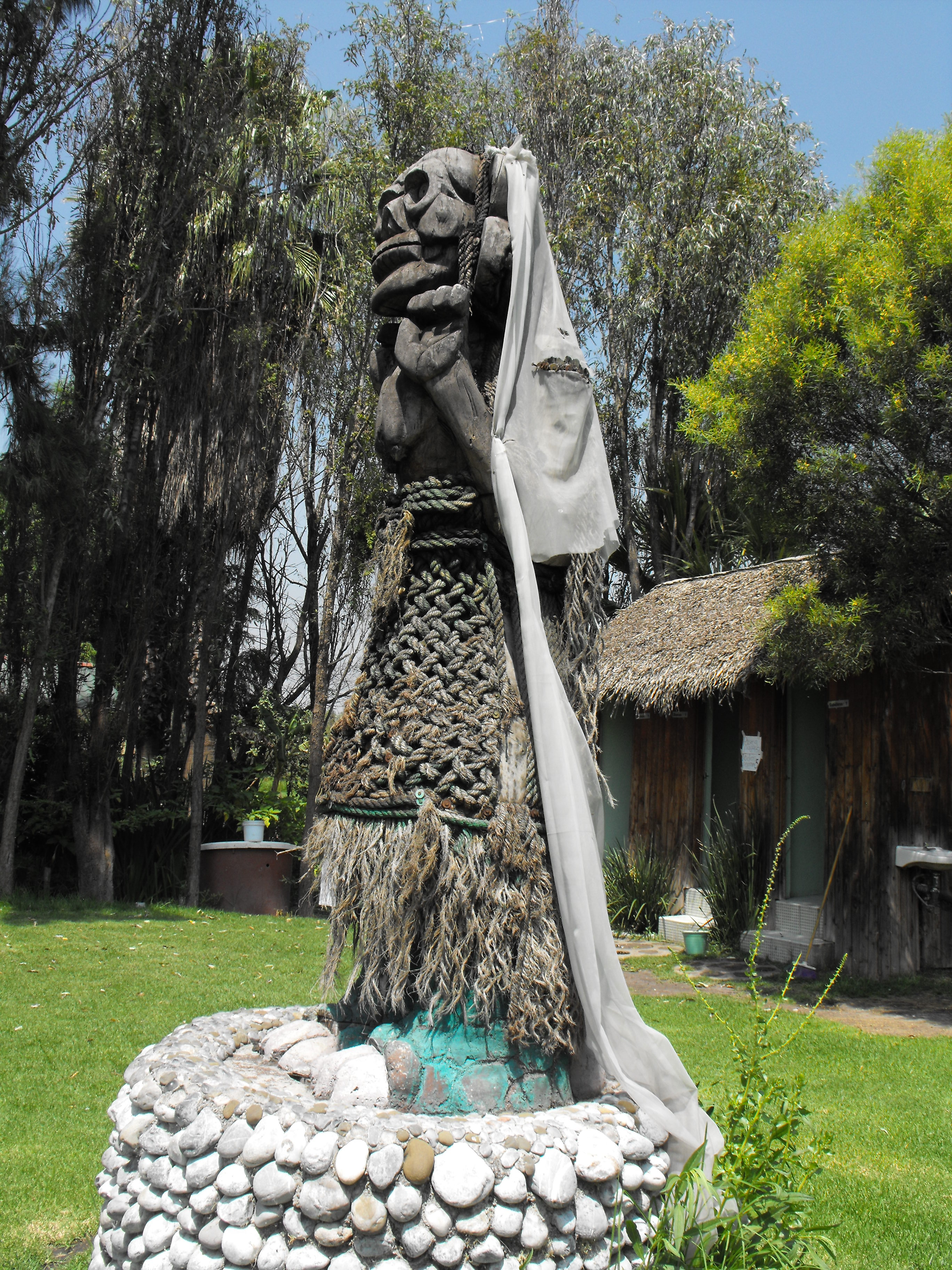
Rappresentazione della Llorona in una delle isole della regione di Xochimilco, a Città del Messico

Infine, Cihuacoatl era, per i messicani, la dea della terra (Coatlicue), della fertilità e del parto (Quilaztli) oltre che donna guerriera (Yaocihuatl) e madre (Tonantzin), sia degli Aztechi sia dei propri dei. Metà donna e metà serpente, la dea emergeva, secondo la leggenda, dalle acque del lago Texcoco, a piangere i suoi figli (per gli aztechi) e come segnale precursore della devastazione della cultura messicana da parte dei conquistatori venuti del mare. Cihuacoatl in particolare mostra tre caratteristiche: le urla, il pianto e la notte; la presenza di acqua perché sia Aztlán sia la grande Tenochtitlán erano circondate da essa, ed è per quello che entrambi i siti erano collegati, non solo fisicamente, ma anche nel mito; di essere la patrona delle civatateo, che di notte urlavano nell'aria. Queste erano le donne morte di parto, che arrivavano in terra in certi giorni a loro dedicati sul calendario, per spaventare la gente all'incrocio delle strade e che erano fatali per i bambini. Questa abbondanza di dee connesse ai culti fallici e alla vita sessuale fu la genesi non solo della Llorona, ma anche di altri fantasmi femminili che puniscono gli uomini, come ad esempio Siguanaba, Cegua o Sucia.
Alla presenza di queste storie mitologiche nelle popolazioni precolombiane della Mesoamerica si unisce il contributo spagnolo per creare il mito in quanto tale. È nel periodo di colonizzazione spagnola delle Americhe, che il mito della Llorona prende forma. Dea o demone, secondo i casi, nessuno nella psiche del mondo coloniale poteva resistere al suo aspetto né alle sue lacrime dopo la morte, tanto che anche i conquistatori stabilirono, nella Valle del Messico, il coprifuoco alle undici di sera, dopo che incominciarono a farsi sentire terrificanti grida di una donna spettrale per le vie di Città del Messico. La sua visione portava alla morte o alla follia (in modo simile a quello delle divinità pre-ispaniche di cui sopra) coloro che cercavano di scoprire l'origine di quel gemito lamentoso. Per i coloni, la dea prendeva la forma di una donna fluttuante in abito bianco, il viso coperto da un velo (che copriva il volto terrificante di angoscia), che attraversa le strade e le piazze acciottolate della città gettando un grido di disperazione e di sconfitta. La Llorona è anche uno dei primi segni di mescolanza razziale, perché è durante questo periodo che viene identificato, in Messico, questo personaggio spettrale, con Dona Marina, la Malinche, che torna pentita a piangere la sua sventura, il tradimento della sua gente indigena e la sua relazione con Hernán Cortés come parte della leggenda nera di questi personaggi. Da qui sembrano venire molte versioni che puntano alla Llorona come protagonista di una tragica storia di amore e tradimento tra le donne indigene (o meticce o creole) e il loro amante spagnolo, che alla fine porta all'infanticidio come manifestazione del desiderio di punire l'uomo amante, in alcune versioni, o il padre della donna, in altre, utilizzando il bambino come strumento di vendetta per essere stato fonte del disonore, ma anche, in qualche modo, per punire se stessa per la propria debolezza.
In America centrale, fra i Bribri, popoli indigeni che occupano la regione di Talamanca, al confine tra Costa Rica e Panama (zona di influenza della zona intermedia tra Mesoamerica e le culture del Sud America), ci sono storie di spiriti ancestrali chiamati "itsö", una specie di geni dall'aspetto di donna e il corpo di gallina, che abitano nelle grotte e nei letti dei fiumi e gridano lamentosi quando un bambino sta per morire, o se si perdono i bambini nei boschi quando sono lontani dai loro genitori.
Nel linguaggio Bribri, la parola "itsö” significa sia “Llorona” sia “Tulevieja". Da qui le somiglianze tra le leggende che si raccontano in Costa Rica e Panamá per questi due fantasmi (fondamentalmente una donna che uccide il suo bambino - frutto di una gravidanza indesiderata - e quindi è condannata a vagare come un fantasma). Trattandosi di una zona di transizione tra il Sud e Centro America, nelle versioni della leggenda della Llorona in questa parte del Centro America si iniziano a vedere alcune caratteristiche che la differenziano dalla versione messicana.
La llorona in Costa Rica è piuttosto associata alle montagne scure e intricat, alle profondità dei canyon, alle piogge, ai forti venti, ai fiumi e alle cascate, e pertanto ha un forte legame con le forze della natura e la vita rurale, per questo il fantasma può essere visto (spesso solo se ne ode il grido) solo vicino a elementi idrici quali fiumi, laghi e cascate, di solito nei villaggi scarsamente popolati. È un fantasma per lo più associato ai campi.
La sua funzione di castigo sembra anche un po’ più contenuta rispetto alla versione messicana (anche se sempre presente, come in alcune versioni della Tulevieja o Tepesa) e lo spettro si limita a spaventare con le sue lacrime, piuttosto che uccidere, anche se si menziona un altro aspetto forse ancora più spaventoso: il rapimento dei bambini, che può essere visto in varianti della storia della Tulevieja in Costa Rica e Panamá, le leggende di elfi in Costa Rica e in alcune versioni della leggenda della Llorona in Colombia.
In Sud America, vi sono alcune leggende precolombiane che sono state associate alla Llorona messicana, una volta stabilito il dominio spagnolo sul continente, che non hanno un'origine comune, pur presentando alcuni aspetti molto simili.
Si possono trovare tracce simili nella leggenda dell'Ayaymama della mitologia amazzonica peruviana e le leggende guarani, Guaymí Ita, Urutau o Guemi-cue. Fra queste leggende spicca la storia Pucullén (dal mapudungun külleñu (lacrime) e pu: prefisso plurale), appartenenti al folklore cileno. Mentre la Llorona mesoamericana è punita per aver ucciso i propri figli, quelli della Pucullén sono stati rapiti e uccisi da terzi, rendendo questa una vittima innocente del male. Relazionata anche alla morte, come la Llorona mesoamericana, la Pucullén è, più che un demone punitore, una guida per quelli che moriranno, e protegge il loro cammino verso l’Aldilà.

## Diverse versioni della leggenda nei Paesi ispanici

### Argentina
In questo Paese si dice che la Llorona era una donna che uccise i suoi figli gettandoli in un fiume, quindi si uccise a sua volta per scontare la colpa. Viene descritta come una donna alta e snella vestita di bianco, della quale non si riesce a vedere il volto e, talvolta, neanche i piedi, tanto che sembra fluttuare nell'aria. Appare nelle strade emettendo grida scioccanti che fanno impazzire anche i cani. In alcuni racconti ha la funzione dello spirito vendicatore quando monta i cavalli dei nottambuli e li uccide con un gelido abbraccio mortale.
È considerata uno spirito di cattivi presagi. Può causare malattie alle persone, peggiorare la condizione di quelli che sono già malati o portare sfortuna alle loro famiglie. In altre storie si presenta come una donna innocua che ha bisogno di conforto e di aiuto, ingenerando pietà nelle vittime, ma quando ottiene aiuto, ruba loro tutto.
Nella città di Marcos Juárez, provincia di Córdoba, spesso si sentivano pianti che si diceva provenissero dalla Llorona. Tuttavia erano provenienti da alcuni burloni che, utilizzando registratori e altri strumenti tecnologici, spaventavano i residenti della città. Questo fatto non avvenne solo a Marcos Juárez, ma anche in città circostanti come Leon.

### Cile
Le diverse leggende cilene circa la Llorona vanno da alcune versioni molto simili a quelle messicane ad altre molto specifiche del folklore cileno. I cileni definiscono lo spettro come lo spirito di una donna alla ricerca di suo figlio, e lo caratterizzano come uno spettro con un rapporto speciale con la morte.
In ogni caso, si tratta di una donna che era gelosa dei suoi due figli perché il marito condivideva più tempo con loro. La donna si risentì profondamente, tanto da gettare i suoi due figli in un fiume. Quando il marito tornò a casa e chiese dei bambini, lei gli nascose la verità, ma lui si rese conto che nel fiume c'erano due bambini annegati. L'uomo, vittima del dolore, uccise la moglie, il cui spirito vaga in cerca dei loro figli.

#### La Pucullén
Nella versione distintiva della tradizione cilena, la Llorona si chiama Pucullén — da Cullen (lacrima) e il prefisso pu (plurale) —. Si dice che pianga eternamente perché le hanno preso il figlio dalle braccia in giovane età. Si tratta di una presenza spettrale vestita di bianco, che può essere vista soltanto dalle persone che sono vicine alla morte, alcune persone con abilità speciali (come Machi e Calcu) e gli animali che hanno sensi più acuti, compresi i cani, che abbaiano lamentandosi quando percepiscono la sua presenza.
La Pucullén è una guida per i morti, ai quali indica - con i suoi passi e il pianto - il cammino che devono compiere per andare dal loro luogo terreno verso l'aldilà. Inoltre impedisce che lo spirito dei morti decida di ritornare dai parenti, arrabbiati per le loro poche lacrime e manifestazioni di dolore. Alcuni dicono che se si strofinano gli occhi con le lacrime di un cane, la si può vedere; ma se il cuore di chi guarda non è forte, l'immagine sarà terribile.
Con le sue abbondanti lacrime, formando una piscina cristallina, la Pucullén segna il punto esatto del cimitero dove scavare la fossa per deporre il cadavere. Si dice che se questo accade, deve essere utilizzata tutta la terra necessaria per coprire il cadavere completamente, altrimenti entro un anno morirà un parente del defunto.

#### La Llorona del ponte di San Carlos
Secondo un'altra versione, l'incidente sarebbe accaduto sul ponte Lingue, a Litueche. Era un giorno di pioggia torrenziale e sotto il ponte scorreva una forte corrente, molto pericolosa. Un uomo che guardava quello che stava accadendo vide una donna con un bambino in braccio. Lei, molto angosciata dalla pioggia, si appoggiò sul ponte, urlò e le sue grida si mescolarono con quelle del bambino. Poi il bambino scomparve nelle acque e la donna si gettò nel fiume, dove annegò senza trovare il suo bambino. Da allora, ogni volta che piove si sente urlare una donna inconsolabile. Solo quando troverà il suo bambino la Llorona cesserà di piangere.

### Colombia
Accanto alla Patasola e alla Tunda, la Llorona è anche una leggenda della Colombia. Secondo la versione della leggenda nella tradizione colombiana, la Llorona è il fantasma di una donna che cammina tra le valli e le montagne, vicino ai fiumi e ai laghi, vestita con una tunica nera che la copre tutta. Ha i capelli ricci lunghi, neri e, alcuni dicono di colore argento, marrone e oro, e nei suoi capelli si posano grilli, lucciole e farfalle. Il suo volto è un teschio spaventoso, e negli occhi ha due sfere luminose, e con le sue grandi mani, nodose e insanguinate, culla un bambino morto.
In genere, La Llorona versa lacrime di sangue sulla creatura, che conserva un'espressione angelica e con gli occhi sembra accusare la madre perché ha preso la sua vita. Dice la leggenda che la gente può sentirla piangere sulle pianure quando non c'è rumore. Dicono anche che spaventa le ragazze che hanno commesso atti di cui i loro genitori non sarebbero orgogliosi.

### Costa Rica
La Llorona è, secondo lo scrittore costarricense Carlos Luis Saenz, uno dei quattro personaggi principali delle leggende della Costa Rica, assieme al Cadejos, alla Cegua e a La Carreta sin bueyes (il carretto senza buoi). Prima della conquista della Costa Rica, tra gli indigeni di Talamanca esistevano storie di donne piangenti, spiriti che vagavano per le foreste, come Sakabiali e Wíkela.
La tradizione racconta che si trattava di una bellissima ragazza indiana, figlia di un re di etnia Huetar. Al momento della conquista spagnola, lei si innamorò di uno spagnolo ricambiata; l’uomo chiese la mano al padre della ragazza, ma questi l’aveva già promessa a un altro re indigeno, e quindi il loro amore era impossibile. Per questo si vedevano segretamente sulla cima di una cascata, in modo che il padre non se ne accorgesse. Lei rimase incinta e diede alla luce un figlio, che nascose per timore dell'ira di suo padre, il quale, tuttavia, si rese conto della vicenda, così sfidò lo spagnolo a duello per aver disonorato sua figlia.
Cercando di conciliare il padre e il suo amato, la donna intervenne, ma il padre le rivelò che aveva preso coscienza dell'esistenza del bambino, lo afferrò e lo gettò dalla cima della cascata. Poi, la maledisse condannandola a vagare per sempre lungo le rive dei fiumi alla ricerca di suo figlio perduto, perseguitata da spiriti maligni e a piangere la sua sventura. Disperata, la donna fuggì attraverso i boschi urlando, mentre il Re indigeno e lo spagnolo si lanciarono in una battaglia a morte che uccise entrambi. Da allora, i viaggiatori che camminano attraverso i boschi nelle notti tranquille raccontano che sulle rive dei fiumi, si ascoltano lamenti, strazianti e terribili che gelano il sangue: è la Llorona in cerca di suo figlio a compimento della maledizione del padre.
Un'altra versione racconta di una giovane contadina che lasciò il suo paese e si recò in città. Lì incominciò a imitare i modi stravaganti dell'aristocrazia Josefina (relativo alla capitale San José), e presto rimase incinta. Vicino alla nascita del bambino (o bambina, secondo alcune versioni) abortì e lo gettò in un fiume, oppure si trattò di un parto prematuro con lo stesso risultato. Pentita, pagò il dolore della morte del figlio vagando su tutto il fiume alla ricerca del bambino abbandonato, che mai troverà. Si dice che lei non sapesse che era morto. Vagando e piangendo cammina lungo fiumi, laghi, stagni o pozze, qualsiasi luogo in cui ci sia l'acqua, inseguendo l'anima di suo figlio, ma quando va in suo soccorso nelle acque, questi scompare.
Un'altra versione parla di una donna india di grande bellezza, chiamata Tulirá, figlia di un capo Huetar di nome Quezaro re di Pacacua. Con l'arrivo di Juan Vásquez de Coronado, la figlia, essendo promessa al capo Garabito, il più poderoso Re Huetar, si innamorò di un soldato spagnolo di quel governatore, a cui si unirà di nascosto da suo padre, ma lui, rendendosi conto, li sorprese entrambi. Incominciò un combattimento a morte con lo spagnolo quando si rese conto che sua figlia aveva avuto un bambino. Lei, disperata, gettò il bambino in un fiume, fatto che la fece impazzire e, dopo essere stata maledetta da suo padre, lei vagò per i fiumi come lo spirito in pena della Llorona.
Ci sono altre versioni della leggenda, ma tutti sono d'accordo con il motivo del grido della Llorona. Alcuni dicono che è stata violentata, altri non la ubicano in città, ma in campagna, ma lo sfondo è sempre lo stesso: è l'anima perduta di una donna che piange, vagando lungo le rive dei fiumi, cercando il figlio che ha perso.

### Ecuador
In Ecuador è una leggenda ben nota, assieme a quella della dama coperta. La Llorona era una donna il cui marito la abbandonò con il suo bambino. Lei impazzì e annegò il bambino nel fiume, ma poi si pentì e si gettò in acqua per trovarlo. Quando lo trovò, era morto e senza un dito, il mignolo. Lei si suicidò e da allora la sua anima vaga, tagliando il mignolo delle persone. Tuttavia, vi è anche la versione più nota, nella quale affoga il suo bambino e piange cercandolo. Queste storie sono raccontate dai contadini. Si dice anche che se si mostra quando una donna partorisce in casa e tenta di prendere il bambino, affinché non succeda si mettono dolci per farla mangiare. In questo modo lascerà il bimbo.

### El Salvador
A El Salvador, insieme alla Siguanaba e alla Descarnada, la Llorona è il personaggio più conosciuto. Gli anziani raccontano spesso la loro storia. Si dice che vaga per le strade delle città rurali piangendo per i suoi figli e che, entrando nella chiesa locale, scompare. La Llorona è un personaggio che quando entra in una via principale di una città lancia il suo primo grido e comincia a piangere. Si dice che cerchi la strada che conduce al cimitero della comunità, e le persone che la ascoltano hanno una sensazione di freddo nel loro corpo.

### Guatemala
Nella sua versione guatemalteca, la Llorona è lo spettro di una donna di origine spagnola o di origine mista, ma in entrambi i casi con un elevato status socio-economico. La leggenda dice che la donna di nome Maria, mentre il marito era in viaggio, ebbe una relazione con un giovane che lavorava nella sua proprietà. Maria rimase incinta a causa di questo rapporto. Disperata, annegò il figlio (in altre versioni sono due o tre) in un fiume. Si dice che il bambino fu chiamato Juan de la Cruz. Per questo crimine, la donna è stata condannata a ripetere fino alla fine dei tempi il suo grido: "Oh, figlio mio!" che diventa a volte "Ay! Dov'è mio figlio! Juan de la Cruz! ".
Secondo la tradizione, la Llorona cammina per le strade deserte e frequenta luoghi dove c'è acqua, come stagni, fiumi, sorgenti o serbatoi. I suoi gridi spaventano anche i più coraggiosi e paralizzano. Molti dicono di averla vista e sentita. Si dice che, quando si ascolta vicino, è in realtà molto lontana, e viceversa. Si dice che non può uccidere una persona se questa utilizza la biancheria intima al rovescio.
Nel suo romanzo Llorona, lo scrittore guatemalteco Roberto Cuevas García ambientò la leggenda nel XVII secolo, a Santiago de los Caballeros de Guatemala, sede della Capitaneria Generale del Guatemala (l'attuale America Centrale e lo stato del Chiapas, Messico). Nel libro, Llorona è vittima delle disuguaglianze, dei pregiudizi e della violenza nella città coloniale. 

### Honduras
La Llorona o la Sucia (la piagnucolona o la sporca) sono personaggi leggendari molto conosciuti in Honduras. Si raccontano molte versioni della loro storia. Generalmente si vede sulle rive dei fiumi, a mezzanotte, vestita di bianco mentre grida: “Ay, i miei figli!” È una tradizione orale, molto popolare nell'area rurale, dove molte persone sono convinte della sua esistenza. Si dice che la Llorona abbia ucciso i suoi tre figli annegandoli nel fiume e per questo, toglie la vita a qualsiasi persona che sia vicina a un fiume, perché pensa che possa essere uno dei suoi figli.

### Messico
È il Paese in cui è più radicata questa leggenda. Secondo la tradizione messicana, la leggenda della Llorona nacque dove oggi è Città del Messico.
Esistono due versioni. La prima, la più conosciuta e diffusa in Messico, racconta che c’era una donna indigena – meticcia in alcune versioni - che aveva avuto un amore con un gentiluomo spagnolo. Come risultato di questa relazione nacquero dei bambini, che la madre amava, se ne prendeva cura e proteggeva. Quando la donna chiese al gentiluomo d’avere una relazione formale, lui la schivò, forse per paura di cosa potesse pensare la gente. Dopo un po' di tempo la donna lasciò l’uomo e lui si sposò con una donna spagnola dell’alta società. Quando la donna se ne rese conto, ferita e disperata, uccise i suoi figli annegandoli nel fiume o accoltellandoli, secondo altre versioni della leggenda. Più tardi, pentita, si suicidò gettandosi anch’essa nel fiume. Da quel giorno si ascolta il grido pieno di dolore della donna nel fiume dove si è tolta la vita. Quando venne costituito lo Stato del Messico, venne dichiarato il coprifuoco alle undici di sera e nessuno poteva uscire di casa. A quanto si diceva si ascoltava un lamento vicino alla piazza della Patria, e se ci si affacciava alla finestra per vedere chi chiamava i suoi figli con tanta disperazione, si vedeva una donna magra, vestita tutta di bianco, che scompariva tra le strade.
La seconda versione, che precede la prima, è poco conosciuta, sebbene sia una delle più vecchie di tutte le leggende della Llorona. Raccontano che prima dell’arrivo degli spagnoli in Messico, la gente che abitava la zona del lago di Texcoco, oltre a temere il dio del vento della notte (Yoalli Ehécatl) poteva sentire, durante la notte, i lamenti della donna che stava vagando per sempre, lamentando la morte dei suoi figli e la perdita della propria vita. La chiamavano Chocacihuatl – dal náhualtl choka (piangere) e cihualtl (donna) -. Era la prima di tutte le madri che morì nel dare alla luce. Lì galleggiavano nell’aria i teschi senza carne e separati dai corpi (Chocacíhuatl e suo figlio), inseguendo qualsiasi viaggiatore che fosse intrappolato dal buio della notte. Se qualche mortale vedeva queste cose, poteva essere sicuro che sarebbe stato sfortunato o morto. Questa entità era una delle più temute del mondo nahua prima dell’arrivo degli spagnoli. Fra Bernardino de Sahgún inserì la leggenda di Chocacíhuatl nella sua opera monumentale “Historia general de las cosas de nueva España” (1540-1585) e identificò questo personaggio come la dea Cihuacatl.
Secondo il codice Aubin Cihuacatl fu una delle due divinità che accompagnarono i messicani durante il pellegrinaggio alla ricerca di Aztlán, e in accordo alla leggenda preispanica, poco prima dell’arrivo degli spagnoli emerse dai canali per avvertire il suo popolo della caduta di Messico-Tenochtitlán. Vagando tra i laghi e i templi di Anáhuac, vestita con un abito bianco e i capelli neri e lunghi, lamentava la sfortuna dei suoi figli con la frase <“Aaaaay, miei figli! Aaay, aaaay! Dove ve ne andate! Dove vi posso portare per scappare da questo fatale destino, i miei figli! State al punto di perdere!...> Dopo la conquista del Messico, durante l’epoca coloniale, gli abitanti del villaggio facevano riferimento all’apparizione di un fantasma di donna vestita di bianco vagante per le strade della città Messicana gridando tristemente, mentre passava per la Plaza Mayor (Piazza Maggiore – antica sede del distrutto tempio di Huitzilopochtli, il maggiore dio azteca e figlio di Cihuacóatl), dove guardava fino all’oriente, e seguiva fino al lago di Texcoco, dove scompariva tra le ombre.

### Panama
La leggenda della llorona è il racconto tradizionale più popolare di Panama. Il pianto si sente comunemente durante la notte e quasi sempre nelle comunità vicine ai fiumi e alle spiagge.
In questo Paese centroamericano la llorona si è fusa con altre due leggende o almeno le ha influenzate: la Tulivieja, molto popolare nelle province centrali, e la Tepesa, nativa delle regioni indigene e molto popolare nelle province di Santos, Veraguas e Chiriquí.

#### La Tulivieja
Secondo la tradizione, la Tulivieja era una bella e giovane donna che, nonostante fosse sposata, amava andare alle feste. Raccontano che una volta c’era un ballo in un villaggio vicino, e lei non volle perderlo. La sua mamma si è rifiutata di prendersi cura del suo bambino quella sera, perché era stufa di fare la babysitter mentre sua figlia era a una festa. Ma la giovane, che voleva andare al ballo a ogni costo, lasciò il suo bambino sopra una pianta acquatica vicino al fiume, con l'intenzione di riprenderlo dopo il ballo. Quando tornò il figlio non c’era: la corrente del fiume lo aveva portato via. La donna cominciò a piangere. Pentita per l’errore che aveva commesso, cominció disperatamente a cercarlo. Dio l’aveva punita per la sua irresponsabilità e divenne un essere orribile con buchi sulla faccia e capelli lunghi fino ai piedi, deformati. Da quel momento vaga alla ricerca di suo figlio perduto ed è condannata a farlo per l'eternità.

#### La Tepesa
Il racconto risale all’epoca della conquista. Quando uno spagnolo si innamorò di una bella giovane indigena del villaggio Ngöbe-Buglé e lei rimase incinta. Per evitare che qualcuno della tribù si rendesse conto del suo errore, fuggì in montagna, e quando nacque suo figlio, lo annegò nel fiume. Dio vide l'omicidio, la maledisse e disse “ Quel peccato ti peserà per l'eternità, da ora in poi piangerai per pagare la tua colpa" (crimine). Così nacque la Tepesa, un essere spaventoso che, come la Tulivieja, vaga attraverso i fiumi e torrenti piangendo pentita del suo peccato.

### Perù
Anche in Perù si parla molto di questa storia, localizzandola pel lo più nei campi. I guardiani o chi abita lì, dicono che sentono urla di una donna che piange per i suoi figli. Quando i guardiani o i vicini di casa vanno al luogo dove ci sono i rumori e gemiti non trovano nessuno. E poi sentono come una voce proveniente dall'oltretomba che dice: avete visto i miei figli?
Storicamente viene identificata con la figura di Brunella Velasquez, originaria di Lima, conosciuta nel Paese come una persona molto credente che portava la voce della Bibbia in eventi al pubblico.

### Spagna

#### La llorona di Barceloneta
In Spagna, la leggenda differisce da quella ispanoamericana perché racconta di una donna giovane e bella, che conosce un uomo ricco e rispettoso. Dopo un po' di tempo i due si sposano, vivono un matrimonio pieno di amore e hanno figli con grande gioia. Dopo qualche anno la donna viene abandonata dal marito; rimane sola con i figli e una grande responsabilità che la porta alla depressione. Una notte porta i figli a fare una passeggiata lungo la spiaggia e lì li getta in acqua e li guarda lentamente annegare. Fugge per la sua azione macabra e, mentre correva lungo la strada buia e in stato di confusione, viene colpita da un veicolo, causandone la morte.
I residenti del villaggio di Barceloneta, dicono che a volte appaia misteriosamente una signora che hanno soprannominato "La Llorona". Questa appare nella notte producendo un suono strano, simile al pianto.

### Uruguay
In Uruguay, la leggenda della Llorona è molto popolare. Qui sono raccontate alcune delle sue versioni più conosciute.

#### La llorona del parco Rivera
Una sera d'autunno, molti anni fa, una giovane donna decise di andare a fare una passeggiata nel parco Rivera. Mentre soffiava un vento freddo e pungente che faceva gemere gli alberi, si inoltrò nel parco in completa solitudine. La ragazza, una madre celibe, sul punto di sposarsi, era andata a fare una passeggiata nel parco con il suo bambino.
Il giorno seguente trovarono il suo corpo senza vita nel lago del parco, e senza alcuna traccia del bambino. La storia racconta che da quel momento in poi, durante le notti d'autunno nebbiose e tristi, si può vedere una giovane con vestito da sposa intorno al lago. Cammina da sola e piange inconsolabilmente, mentre chiama il bambino che ha perso molto tempo fa.

#### La llorona e i ladri
Molto tempo fa, nel parco Rivera, viveva una coppia in una casa vicino al sito (parco). Mercoledì 9, mentre la coppia era fuori, i ladri entrarono in casa. Il marito era venuto a casa prima di finire il suo orario di lavoro e li sorprese in flagrante; i criminali disperati lo uccisero con un coltello. Quando cercarono di nascondere il corpo, udirono dei rumori. Era la donna che veniva a casa, vestita di bianco. Si nascosero dietro la porta e osservarono la giovane terrorizzata che aveva scoperto il corpo del marito. Mentre lei piangeva inconsolabilmente, i ladri decisero di completare l'opera e uccisero anch'essa. Per nascondere le tracce, gettarono i due corpi nella laguna del parco. Da quel momento in poi, la gente del villaggio dice che il giorno 9 d’ogni mese si sentono grida e gemiti strani provenienti dalla laguna, il luogo in cui sono stati gettati i corpi degli sfortunati amanti.

#### La sciarpa della Llorona
Un uomo si recò in una pista da bowling e conobbe una bella donna. Passarono la serata insieme, e dopo lui decise di accompagnarla a casa. Poiché lei aveva freddo, lui le prestò la sua sciarpa. Il giorno dopo, quando lui si recò a recuperare la sua sciarpa, bussò alla porta di casa di lei, e venne fuori una vecchia signora che gli chiese cosa volesse. Lui le disse che era venuto a vedere la ragazza. La donna, in lacrime, gli disse che sua figlia era morta 20 anni fa, sulla riva di un fiume e il suo corpo era stato sepolto nel cimitero del Nord. Rapidamente lui andò lì e trovò la tomba della giovane, trovando la sua sciarpa arrotolata sulla croce. Chiese a tutte le persone se conoscevano la ragazza e tutti gli risposero che lei era la Llorona. Lui voleva sapere perché la chiamavano così e scoprì che la ragazza si era suicidata quando aveva visto suo marito morto nel fiume. Da quel momento in poi, si sente ogni giorno un forte pianto e lamento sulla sua tomba.

### Venezuela
Anche in Venezuela si conosce la leggenda della Llorona, che circola in forma scritta e in forma di corrido (canzone narrativa). La Sayona è un personaggio simile alla Llorona, ma lei appare solo agli uomini festaioli a cui piace andare e passare da una festa all'altra.
La leggenda narra che la Llorona è l'anima perduta d’una giovane donna che ebbe una relazione con un soldato. Da quella storia nacque una bambina. Il soldato se ne andò lasciandola sola. Lei non avendo idea di come allevare una bambina e disperata di sentirla piangere, decise di ucciderla con le sue mani. Quando si rese conto di quello che aveva fatto, incominciò a piangere e urlare a gran voce, attirando i vicini e la famiglia. Vedendo quello che era successo, venne maledetta. Lei corse verso la pianura e divenne un essere spaventoso. Lei piange sempre, e quando entra in un villaggio chiama sua figlia. Si sa che ruba i bambini che sono soli, sia che siano a casa sia sulle rive di fiumi o torrenti. Di solito si sente piangere durante la Pasqua.
Secondo altre versioni, la Llorona era una giovane ragazza che viveva in una piccola città nella pianura venezuelana. Questa ragazza, ogni volta che dava alla luce un figlio lo uccideva senza pietà. Confessò tutto al prete che viveva nel villaggio, aggiungendo che non aveva rimorso per quello che aveva fatto. Il prete si accorse che lei era incinta di nuovo e disse alla ragazza che quando avesse avuto il figlio lo avrebbe dovuto allattare prima di ucciderlo. Lei lo fece, e dopo avergli dato il latte materno lo uccise. Ma allattarlo aveva svegliato il suo istinto materno, facendole sentire un grande senso di colpa. Da quel momento, vaga piangendo di dolore, cercando suo figlio e spaventando tutti quelli che incontra sulla sua strada.
È rappresentata come una giovane donna, con capelli scuri lunghi e la pelle bianca. Indossa un lungo vestito bianco e sopra un altro di colore nero con cappuccio. Di solito porta un bambino in braccio, grida e urla dicendo "Figlio mio, figlio mio!".
A volte le madri puniscono e spaventano i loro figli dicendo loro che se disobbediscono, la Llorona verrà a cercarli e a spaventarli durante la notte.
La differenza tra la Llorona e la Sayona è che quest'ultima solitamente indossa solo il bianco e ha gli occhi rossi e zanne che sembrano di leone. Spaventa, uccide e fa diventare pazzi agli uomini che sono o sono stati infedeli. Lei non lo fa con tutte le persone o i bambini, come lo fa la Llorona. Si dice che aveva una bottiglia di acqua del fiume e un’altra con sangue puro dei bambini. Si metteva il sangue negli occhi e ogni persona che si avvicinava la legava a lei, e piangeva perché suo marito era con un'altra donna. Per questo decise di uccidere i suoi figli annegandoli nello stesso fiume dove aveva preso l'acqua. La sua anima è in quel fiume e dice “i miei figli, ridammi i miei figli”!

## Parallelismi con altre culture
In tutto il mondo ci sono miti e leggende su esseri con alcune caratteristiche simili a quelli delle Llorona.
Nella mitologia greca, per esempio, si possono trovare somiglianze con il mito di Medea, che uccise i suoi figli dopo che il marito, Giasone (che aveva aiutato a recuperare il vello d'oro), l'aveva abbandonata per un'altra donna. Allo stesso modo, anche i greci raccontano la leggenda di Lamia, una principessa con la quale Zeus aveva avuto diversi bambini, i quali vennero uccisi da Era. Lamia vaga da allora lamentando la perdita dei suoi figli e divorando i figli delle altre madri.
Nella mitologia celtica, la banshee era uno spirito femminile che annunciava la morte di una persona attraverso gemiti spettrali che si ascoltavano da lunghe distanze.

### Africa
In Africa, tra i popoli Yoruba di Benin e Togo, si racconta una leggenda che descrive il vento come una donna che cammina per i fiumi urlando e lamentandosi terribilmente e alla ricerca dei suoi figli uccisi. Questi sono stati annegati dal mare (che in questo mito è anche una donna) e le loro spoglie sparse in tutto il mondo. Questa leggenda, che ha forti analogie con la Llorona, è stata introdotta negli Stati Uniti dagli schiavi africani portati dagli europei in America ed è conosciuta soprattutto negli Stati del Sud come la Louisiana.

### Filippine
Nelle Filippine ci sono due leggende simili alla Llorona. In una di queste, il fantasma di una sirena piange nel mare di notte lamentandosi dell'uccisione dei suoi figli da parte di un pescatore. Si dice che quando si sente il pianto, è dovuto a qualcuno che è annegato. Nell'altra versione, conosciuta come la leggenda della Donna Bianca, il fantasma abita nella nebbia e cattura le giovani donne una volta l'anno, fra la nebbia, mentre emette grandi urli.

## La llorona nei media

### Canzone
La Llorona è anche la protagonista di una canzone eponima del XIX secolo, portata al successo prima dal cantante spagnolo Raphael, e successivamente da Chavela Vargas. In una scena del film "Frida" del 2002 diretto da Julie Taymor, Chavela Vargas interpreta il brano. Nel 2017, un suo riarrangiamento pop è stato inserito nel film Disney Pixar Coco.

### Film
La storia de La Llorona è stata narrata per la prima volta in un film nel 1933 in La Llorona, girato in Messico. Anche il film del 1960 di René Cardona La Llorona è stato girato in Messico, così come era il film horror del 1963, La maldición de la Llorona diretto da Rafael Baledón.
Il film horror messicano del 2008 Kilometro 31 è inspirato alla leggenda de La Llorona.
Nei primi anni 2000 sono stati realizzati diversi film a basso budget basati su La Llorona, tra cui:
- The River: Legend of La Llorona (2006)
- Revenge of La Llorona (2006)
- Curse of La Llorona (2007)

La Llorona è la principale antagonista del film del 2007 J-ok'el. Nel film d'animazione messicano del 2011 La Leyenda de la Llorona, è ritratta come un personaggio più comprensivo, i cui figli muoiono in un incidente piuttosto che per mano della madre.
Nel luglio 2019, James Wan, Gary Dauberman ed Emilie Gladstone hanno prodotto un film intitolato La Llorona - Le lacrime del male per la Warner Bros. Pictures. Il film era diretto da Michael Chaves ed interpretato da Linda Cardellini, Raymond Cruz, Patricia Velásquez e Marisol Ramirez nei panni de La Llorona.
Sempre nel 2019, Jayro Bustamante ha diretto il film guatemalteco La Llorona, con María Mercedes Coroy, proiettato nella sezione Contemporary World Cinema al Toronto International Film Festival del 2019.
Nel gennaio 2022 è uscito il film The Legend of La Llorona interpretato da Danny Trejo, Autumn Reeser ed Antonio Cupo.
Altri film dedicati al mito de La Llorona sono:
- La herencia de la Llorona (1947)
- La venganza de la llorona (1974)
- Las Lloronas (2004)
- Spirit Hunter: La Llorona (2004)
- The Wailer (2005)
- The Cry (2006)
- The Wailer 2 (2007)
- The Wailer 3 (2012)
- Her Cry: La Llorona Investigation (2013)
- Km 31-2 (2016)
- The La Llorona Curse (2019)
- The Haunting of La Llorona (2019)
- The Curse of La Llorona (2020)
- El Medallon De La LLorona (2020)
- El Regreso de La Llorona (2021)
- A Cry in the Night: The Legend of La Llorona (2021)

### Serie TV
La Llorona appare in diverse serie televisive, seppur non sia mai stata realizzata una serie interamente dedicata a lei. È un personaggio ricorrente in Grimm ed appare nel secondo episodio della sesta stagione di Riverdale. La serie "The haunting of Bly manor" è ispirata alla Llorona. 

### Videogiochi
La Llorona appare nel videogioco Red Dead Redemption II, nei pressi delle paludi del Bayou: lì, infatti, è possibile incontrare una donna vestita di bianco intenta a lamentarsi, che attacca il giocatore per poi fuggire.